# No One (2 Unlimited)
No One è un brano musicale del 1994 dei 2 Unlimited, e il secondo singolo estratto dall'album Real Things, arrivato al 3º posto nelle classifiche musicali nei Paesi Bassi ed al 17° nel Regno Unito.
Raggiunse la 6ª posizione della Euro Top 20.

## Classifiche
| Classifica (1994)  | Posizione raggiunta |
| ------------------ | ------------------- |
| Regno Unito        | 17                  |
| Austria            | 14                  |
| Francia            | 19                  |
| Svizzera           | 15                  |
| Irlanda            | 18                  |
| Dutch Single Chart | 2                   |
| Svezia             | 15                  |
| MTV Top 20         | 6                   |

| Classifica dell'anno 1994 | Posizione raggiunta |
| ------------------------- | ------------------- |
| Mtv Top 20                | 32                  |
| Dutch Top 40              | 21                  |

| Classifica del gennaio (1995) | Posizione raggiunta |
| ----------------------------- | ------------------- |
| Mtv Top 20                    | 14                  |